# Montmartin-en-Graignes
Montmartin-en-Graignes település Franciaországban, Manche megyében. Lakosainak száma 604 fő (2018. január 1.). Montmartin-en-Graignes Isigny-sur-Mer, Neuilly-la-Forêt, Graignes-Mesnil-Angot, Saint-André-de-Bohon, Saint-Fromond, Saint-Georges-de-Bohon, Saint-Hilaire-Petitville, Saint-Jean-de-Daye, Saint-Pellerin és Les Veys községekkel határos.

## Népesség
A település népességének változása:
| Lakosok száma | 651  | 582  | 552  | 522  | 540  | 562  | 576  | 603  | 602  | 604  |
|               | 1968 | 1975 | 1982 | 1999 | 2006 | 2011 | 2013 | 2016 | 2017 | 2018 |